# Lijst van burgemeesters van Utingeradeel
Dit is een lijst van burgemeesters van de voormalige Nederlandse gemeente Utingeradeel in de Nederlandse provincie Friesland tot 1 januari 1984.
Na de gemeentelijke herindeling op 1 januari 1984 is Utingeradeel gesplitst in twee delen. Het grootste deel is samen met de gemeenten Idaarderadeel en Rauwerderhem opgegaan in de nieuwe gemeente Boornsterhem. Een klein deel in het zuidwesten is samen met een deel van de gemeenten Doniawerstal en Haskerland opgegaan in de nieuwe gemeente Skarsterlân (tot 1985 Scharsterland).
| Ambtsperiode | Naam burgemeester                                     | Partij of stroming | Bijzonderheden                                        |
| ------------ | ----------------------------------------------------- | ------------------ | ----------------------------------------------------- |
| 1851 - 1867  | Jhr. Wilco Holdinga Lycklama à Nijeholt               |                    |                                                       |
| 1867 - 1874  | Mr. Bernhardus Jouke Buma                             |                    |                                                       |
| 1874 - 1883  | Eco Haitsma Mulier                                    |                    |                                                       |
| 1883 - 1889  | Arnold Gerhard Smijter                                |                    | was burgemeester van Den Ham                          |
| 1889 - 1898  | Cyprianus Johannes van der Veen                       |                    |                                                       |
| 1898 - 1914  | Roelof Brinkhuis                                      |                    |                                                       |
| 1914 - 1919  | Jhr. Willem Regnerus Livius van Andringa de Kempenaer |                    |                                                       |
| 1919 - 1929  | Jacob Bleeker                                         |                    |                                                       |
| 1929 - 1934  | Mr. Eugen Nicolaas Walle Maas                         |                    |                                                       |
| 1934 - 1944  | Jhr. Mr. Paul Marinus van Baerdt van Sminia           |                    | april 1945 op het station van Sandbostel gefusilleerd |
| 1945 - 1946  | F.H. van den Brink                                    |                    | waarnemend                                            |
| 1946 - 1956  | Jan Lourens Thalen                                    |                    |                                                       |
| 1956 - 1978  | Jacobus Anker                                         |                    |                                                       |
| 1978 - 1982  | Jan Schurer                                           | PvdA               |                                                       |
| 1982 - 1984  | Benny Odinga                                          | PvdA               | waarnemend                                            |